# Catedral de San Nicolás (Ruski Krstur)
La Catedral de San Nicolás  o simplemente Catedral de Ruski Krstur (en serbio: Кафедральный собор св. Николая, Katedrala sv. Nikole) es el nombre que recibe un edificio religioso afiliado a la Iglesia católica que se encuentra en la localidad de Ruski Krstur, en la comuna de Kula, en el país europeo Serbia.
El templo sigue el rito Bizantino y sirve como la catedral de la eparquía de San Nicolás de Ruski Krstur. La iglesia fue elevada en catedral 28 de agosto de 2003, simultáneamente con la creación del exarcado apostólico para los católicos de rito bizantino de Serbia bajo el pontificado del papa Juan Pablo II.
El edificio actual fue construido en 1784 pero fue sometido a una reconstrucción en 1836, como lo demuestra la inscripción sobre el portal norte. Entre 1961-1963 se produjo la restauración completa del iconostasio. Algunas obras para su restauración se llevaron a cabo en 1972.

## Véase también

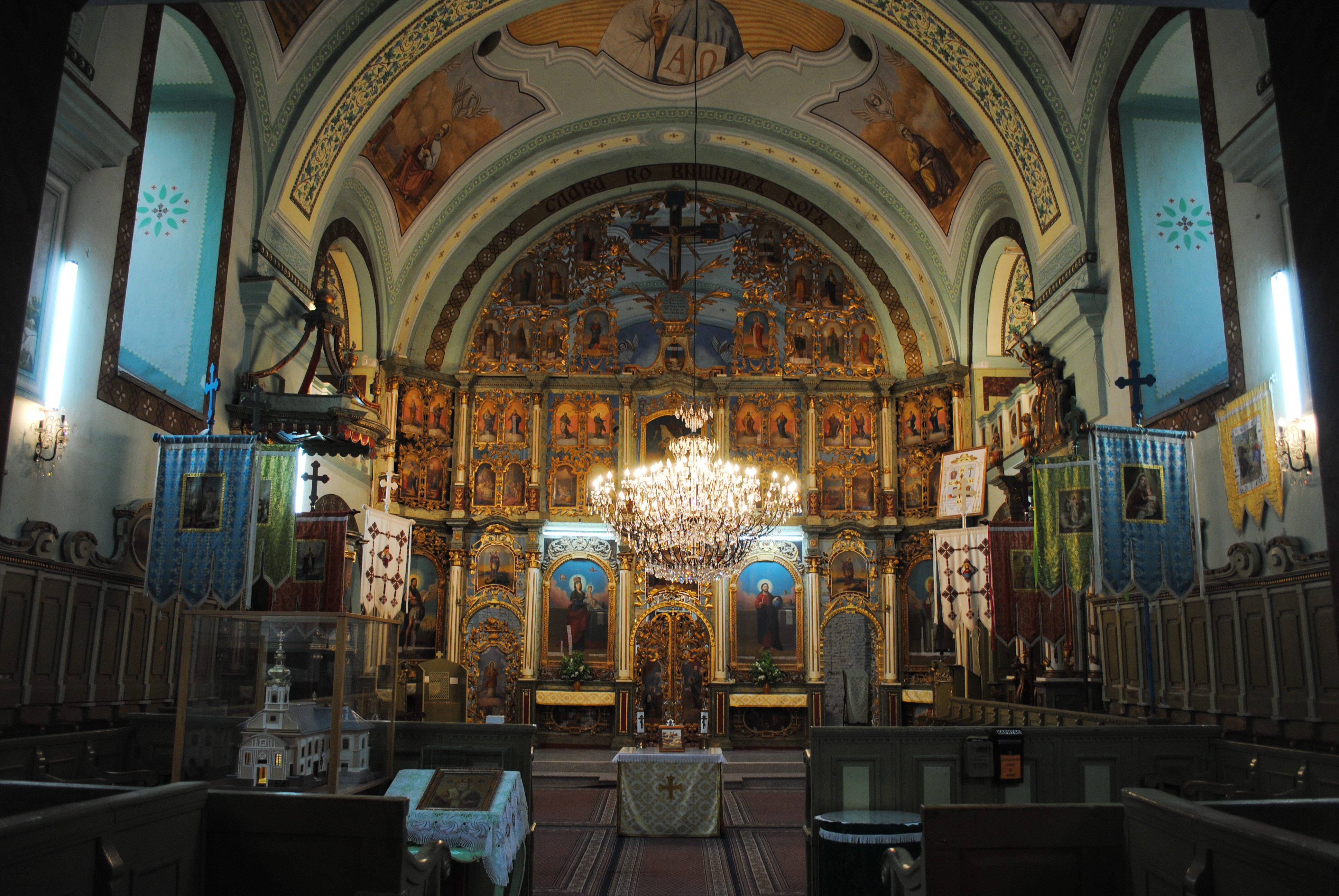
Vista interna